# Poro
Poro (Bayan ng Poro) är en kommun i Filippinerna. Kommunen tillhör provinsen Cebu och ligger på ön med samma namn. Folkmängden uppgår till 21 397 invånare.

## Barangayer
Poro är indelat i 17 barangayer.
| - Adela - Altavista - Cagcagan - Cansabusab - Daan Paz - Eastern Poblacion - Esperanza - Libertad - Mabini | - Mercedes - Pagsa - Paz - Rizal - San Jose - Santa Rita - Teguis - Western Poblacion |

## Bildgalleri

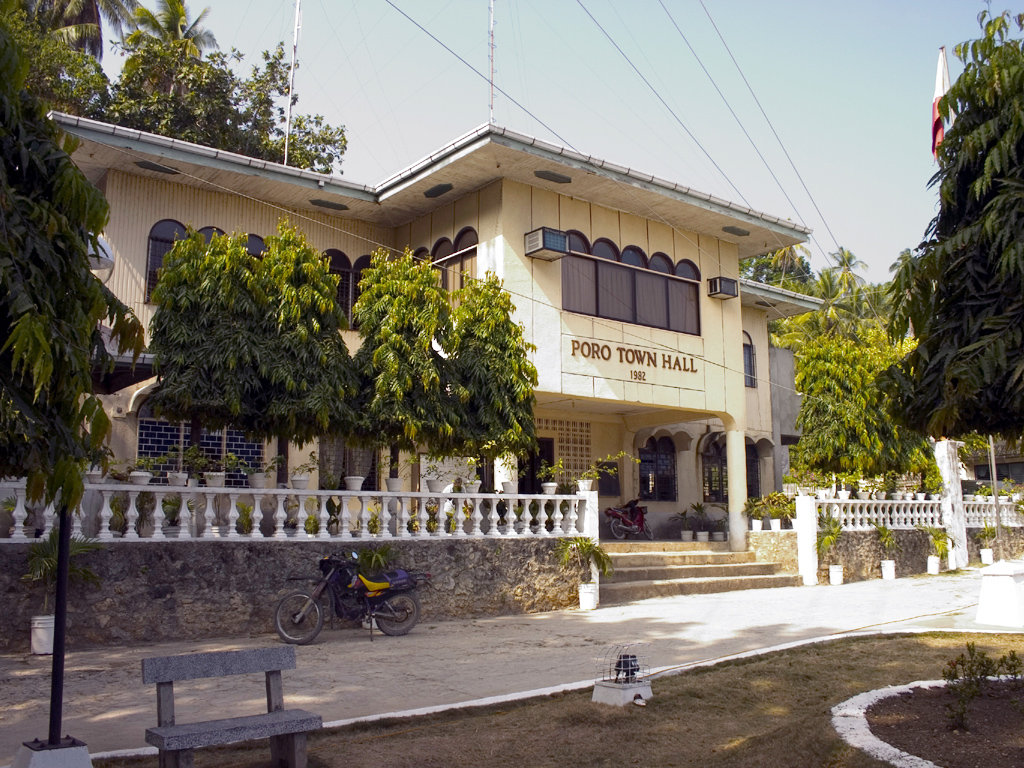
Stadshuset i Poro.